# Ľubica Karvašová
Ľubica Karvašová (ur. 1987) – słowacka dyplomatka i urzędniczka państwowa, posłanka do Parlamentu Europejskiego X kadencji.

## Życiorys
Wnuczka Imricha Karvaša. Na Uniwersytecie Ekonomicznym w Bratysławie ukończyła stosunki międzynarodowe (licencjat w 2008, magisterium w 2010). W 2010 uzyskała też magisterium ze stosunków europejskich na Université Paris Sorbonne. Krótko pracowała w banku centralnym, po czym w 2011 została zatrudniona w ministerstwie spraw zagranicznych i europejskich, pełniła w nim m.in. funkcję zastępczyni szefa gabinetu sekretarza stanu. W latach 2015–2020 była dyplomatką w stałym przedstawicielstwie Słowacji przy Unii Europejskiej. W latach 2020–2023 zajmowała stanowisko doradczyni premierów Igora Matovicia, Eduarda Hegera i Ľudovíta Ódora do spraw UE. Kierowała też departamentem spraw europejskich w Urzędzie Rządu Republiki Słowackiej.
W 2024 związała się z Postępową Słowacją. W wyborach w tym samym roku z jej ramienia uzyskała mandat eurodeputowanej X kadencji.